# Kappel am Krappfeld
Kappel am Krappfeld je naselje v Občini Kappel am Krappfeld v Okraju Šentvid ob Glini na Koroškem v Avstriji.